# Праздник пива (Бенрат)

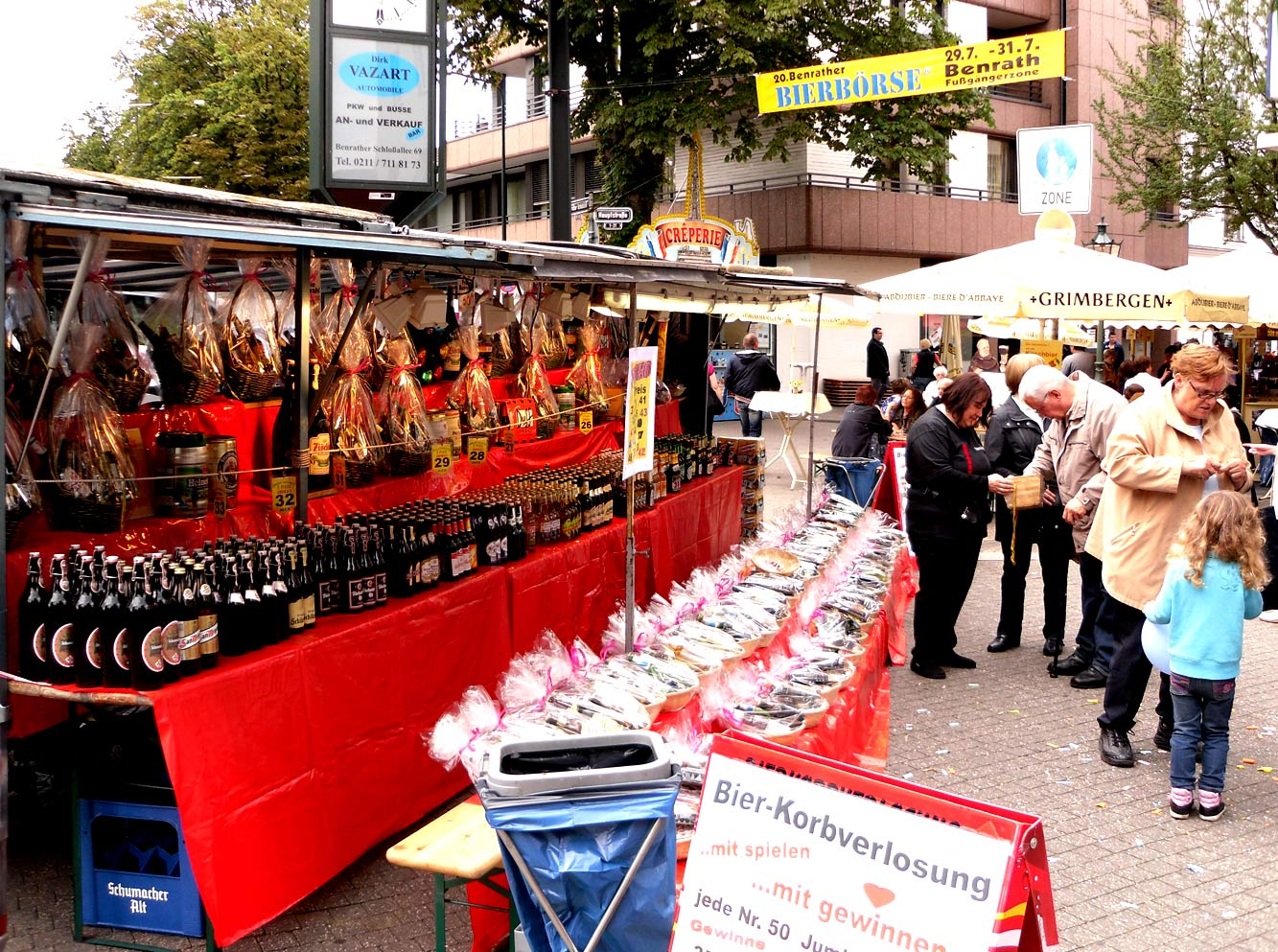
Ярмарка пива в Бенрате, 2011 год

Ярмарка пива (нем. Bierbörse) в Бенрате, — ежегодный крупнейший праздник пива в Дюссельдорфе, проводимый в административном районе Бенрат.

## История
История пивных ярмарок (фестивалей) в Северном Рейне-Вестфалии начинается с 1987 года, когда в Леверкузене (административная часть Опладен) прошла первая в Германии узкоспециализированная ярмарка пива. Бенратская ярмарка пива берёт начало с 1992 года и считается второй по возрасту, после Леверкузена, пивной ярмаркой ФРГ. В 2011 году праздник пива в Бенрате отметил своё двадцатилетие.

## Общая характеристика
Бенратская ярмарка пива — крупнейшая в Дюссельдорфе. Её ежегодно посещает примерно 100 тысяч любителей пива как из Дюссельдорфа, так и ближайших городов, таких как Крефельд, Дуйсбург, Эссен, Нойс, Ратинген. Ярмарка проходит в течение трёх последних воскресных дней июля (с пятницы по воскресенье) в самом центре Бенрата - его пешеходной зоне рядом с парком и дворцом Бенрат.
В последние годы в ярмарке пива принимают участие пивоваренные производства как из Германии, так и соседних стран - Бельгии, Нидерландов, Австрии, Чехии и Польши. В 2011 году свою продукцию продемонстрировали 50 производителей, выставив около 700 сортов пива.